# Filmcasino

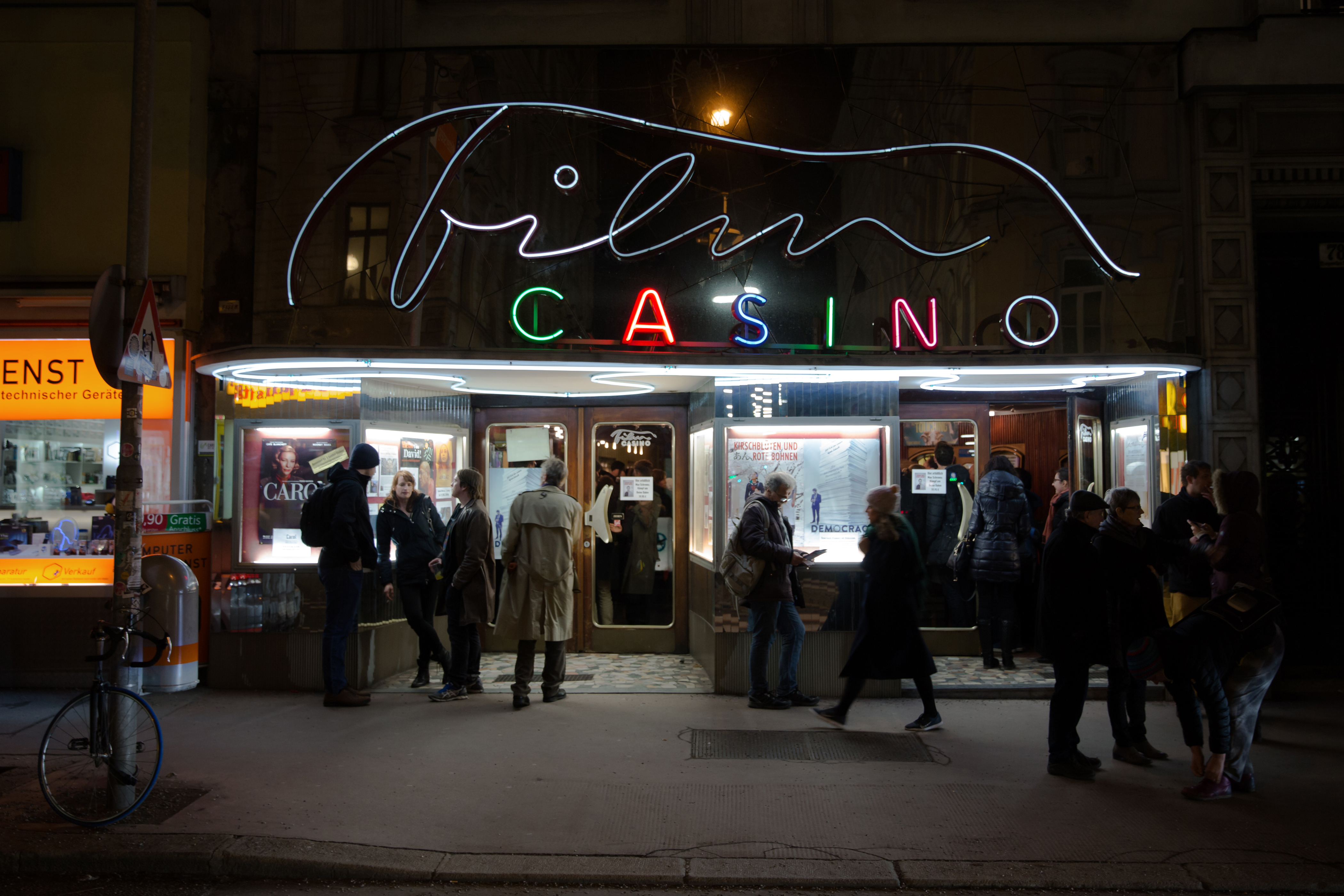
Filmcasino, Margaretenstraße 78, 1050 Wien

Das Filmcasino in der Margaretenstraße 78 im 5. Wiener Gemeindebezirk Margareten wurde 1911 gegründet und war vor der Wiedereröffnung 1989 lange als das Margaretner Bürgerkino bekannt. Das Einsaal-Kino verfügt über 254 Sitzplätze und zeichnet sich durch die gut erhaltene Innenausstattung im Stil der 1950er-Jahre aus.

## Programm
Das Filmcasino zeigt als Programm- und Arthouse-Kino schwerpunktmäßig Filme aus europäischer Produktion, aber auch aus Asien und Lateinamerika sowie US-Independent-Filme. Eine enge Kooperation besteht mit dem Polyfilm-Filmverleih. In Normalbetrieb finden täglich zwei bis fünf Vorstellungen statt. Daneben zeigt das Filmcasino Premieren österreichischer und europäischer Filme, oft mit anschließenden Diskussionsrunden und Vorträgen, thematische Programmschienen und Special Screenings (Architektur-Filmreihe, Cine Morning mit kostenloser Kinderbetreuung, Kino & Kuchen, Kinderfilmreihe Filmwunder u. a.) und ist Gastgeber von Filmfestivals wie Latin Film Lounge, Japannual und dem Slash Filmfestival.

## Geschichte

### 1911–1992
Das erste Kinematographentheater im Standort in der Margaretenstraße öffnete im Jahr 1911. Dieses bestand bis 1919 und wurde danach in Margaretner Bürgerkino umbenannt, das von Beginn an zu den erfolgreichsten Kinos in Wien zählte. Es wurde vor allem großer Wert auf die musikalische Untermalung der Filme gelegt, was auch das in den Konzessionsunterlagen ersichtliche Podest für einen Sologeiger exemplarisch widerspiegelt. 1938, nach dem „Anschluss“ Österreichs an das Deutsche Reich und dem Beginn der nationalsozialistischen Herrschaft, wurden die damaligen Besitzer Alice und Arnold Kolb nach Minsk in das Vernichtungslager Maly Trostinez deportiert, wo sie kurze Zeit später ermordet wurden. Das Kino wurde wie das beherbergende Gebäude „arisiert“. Im Jahr 1946 wäre das Kino beinahe in einem Sturm zerstört worden, da das im Krieg beschädigte und nicht ausreichend gesicherte Nebenhaus auf das Kinogebäude zu stürzen drohte. In den 1950er Jahren gestaltete der Architekt Albrecht F. Hrzan das Gebäude vollständig um und gab auch dem Kino das Aussehen, das es bis heute behielt.
Bei der Eröffnung im Jahr 1954 galt das Filmcasino als eines der modernsten Kinos in ganz Wien. Zu Beginn der 1970er musste es jedoch im Zuge des großen Kinosterbens geschlossen werden und diente bis zur Wiedereröffnung im Jahr 1989 einem jugoslawischen Kulturverein als Veranstaltungsort.
Die Volkshochschule Margareten pachtete das Kino und so wurde es am 21. September 1989 mit der Anfangsszene von 2001: Odyssee im Weltraum erneut eröffnet. Der Polyfilm Verleih war daran maßgeblich beteiligt und die beiden Gründer Hans König und Guido Exinger versicherten die regelmäßige Bespielung des Programmkinos. Die Eröffnungsfeier war ein großer Erfolg und der erste gezeigte Film, Die Viererbande von Jacques Rivette, kam bei den Besuchern sehr gut an. Ab diesem Zeitpunkt wurden sowohl aktuelle Filme als auch Werkretrospektiven gezeigt (z. B. Pier Paolo Pasolini, Rainer Werner Fassbinder). Eine weitere Änderung war der Start des Sommerkinos, anstatt in den Monaten Juli und August zu schließen.
Ziel des Filmcasinos war es, unter allen Wiener Programmkinos das innovativste und vielfältigste Programm anzubieten.

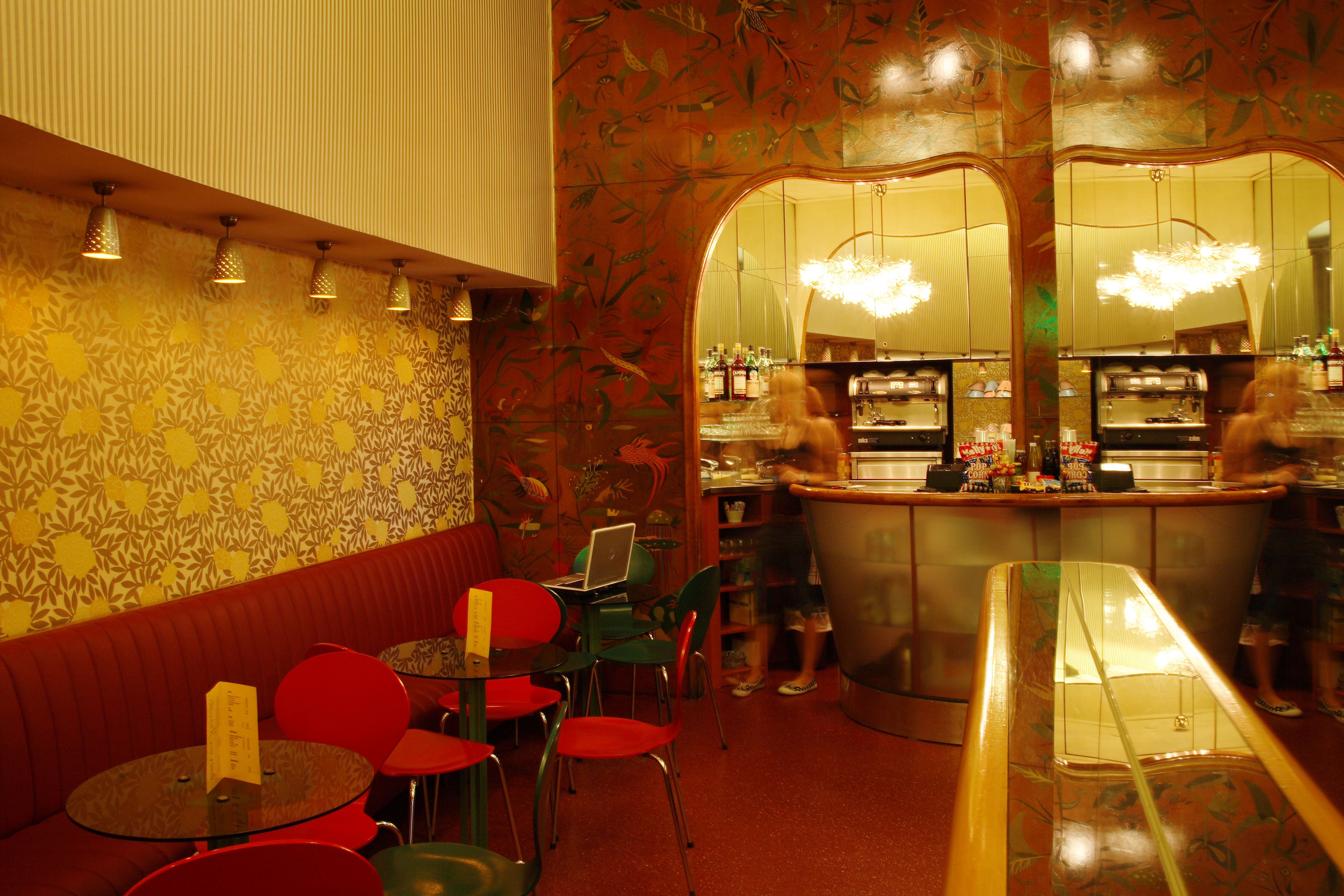
Das Foyer im Filmcasino

### 1993–2020
Im Jahr 1993 hielt der Autor James Ellroy selbst eine Lesung zu dem gleichnamigen Film im Filmcasino ab. Außerdem fand die Kino-Welturaufführung des Wallace-&-Gromit-Films The Wrong Trousers im Filmcasino statt. Zu Gast war der Schöpfer und Inhaber der Aardman Animations Filmproduktionsgesellschaft Nick Park, der anschließend nach Hollywood flog, um den Oscar für eben diesen Film entgegenzunehmen. Michelangelo Antonioni, in Begleitung von Maria Schneider, eröffnete 1994 selbst seine Werkschau im Filmcasino. Der sechsfache Oscarpreisträger Billy Wilder (Das Appartement, Manche mögen´s heiß u. a.) besuchte ebenfalls im Jahr 1994 das Filmcasino.
Das Kino wurde 1994 Mitglied des europäischen Filmtheater-Netzwerks Europa Cinemas und startete 1996 das Queer-Filmfestival Identities.
2005 beginnt das Filmcasino mit neuen Veranstaltungsreihen, wie zum Beispiel „Cinemama“, bei der es sich um ein Vormittagskino mit kostenloser Kinderbetreuung handelt.
2007 arbeitet das Filmcasino als erstes Wiener Kino mit einem Programmkino aus einem anderen Bundesland zusammen ("Das Kino", Salzburg), woraus das alle zwei Jahre stattfindende Filmfestival „Cine Latino“ entstand.
2009 feierte das Filmcasino seinen 20-jährigen Geburtstag mit einer Retrospektive des Anime-Großmeisters Hayao Miyazaki, um zu betonen, dass es das einzige Kino in Österreich ist, welches Animationsfilme für Erwachsene regelmäßig in das Programm aufnimmt.
Im Jahr 2010 wird das Slash-Filmfestival ins Leben gerufen, welches seitdem jährlich im Filmcasino stattfindet. Es ist das erste österreichische Genre- und Fantasyfilm Festival.
Ein Jahr später gastiert das Menschenrechtsfestival This Human World zum ersten Mal auch im Filmcasino. 2013 stellt das Kino seine regulären Filmvorführungen auf digitale Projektionstechnik um. Das Festival „Japannual“ wurde 2017 gestartet, welches auch zugleich das bis dato erfolgreichste Jahr des Filmcasinos ist.
Das Filmcasino-Team bespielt seit 2018 auch das Filmhaus. Kino am Spittelberg, welches 1994 vom Österreichischen Filminstitut geschaffen wurde.
Im Jahr 2019 feierte das Filmcasino 30-jähriges Jubiläum. Außerdem kam der vielfach ausgezeichnete isländische Schauspieler Benedikt Erlingsson anlässlich der Österreichpremiere von Gegen den Strom in das Filmcasino.

## Video-on-Demand
Das Filmcasino ist seit 2017 Mitglied im Kino VOD Club, wodurch ausgewählte österreichische Filme aus dem Filmcasino auch von zuhause aus angesehen werden können. Damit sollen die Kinos selbst unterstützt werden und auch der österreichische Film mehr in den Vordergrund gerückt werden.

## Filmfestivals

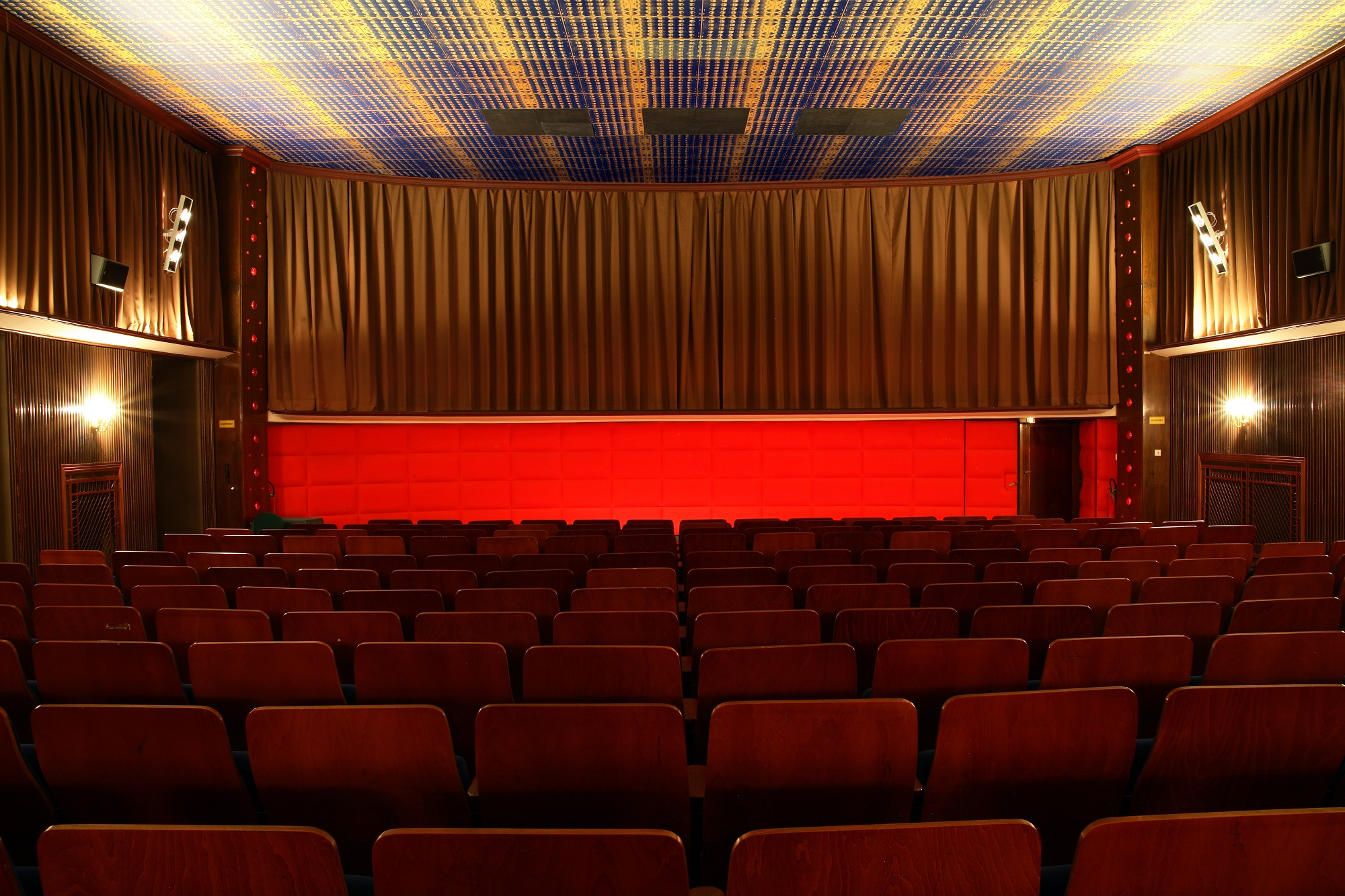
Der Kinosaal im Filmcasino

Folgende Filmfestivals gastieren im Filmcasino:
- Identities (1994–2017)
- FrauenFilmTage (seit 2004)[11]
- Cine Latino (seit 2007)[12]
- Slashfilmfestival (seit 2010)
- Japannual (seit 2017)[13]
- Viennale (im Jahr 2020)[14]
- Two Days Animation[15]
- This Human World[16]